# Chris Guccione
Christopher Luke «Chris» Guccione (Greenvale, Melbourne, 30 de juliol de 1985) és un extennista australià.
Va guanyar cinc títols de dobles i va arribar al 38è lloc del rànquing mundial. Va formar part de l'equip australià de Copa Davis durant molts anys. Es va retirar l'any 2017 però el 2020 va tornar breument al circuit per disputar l'edició inaugural de l'ATP Cup, per jugar els partits de dobles amb John Peers.

## Biografia
Fill de Santo, d'ascendència italiana, i Diane, té un germà anomenat Anthony. Va estudiar a l'Australian Institute of Sport. Es va casar amb Andra Kucerak i van tenir dos fills.

## Palmarès

### Individual: 2 (0−2)
| Llegenda (pre/post 2009)                                 |
| -------------------------------------------------------- |
| Grand Slams (0−0)                                        |
| Tennis Masters Cup / ATP Finals (0−0)                    |
| ATP Masters Series / ATP World Tour Masters 1000 (0−0)   |
| ATP International Series Gold / ATP World Tour 500 (0−0) |
| ATP International Series / ATP World Tour 250 (0−2)      |

| Títols per superfície |
| --------------------- |
| Dura (0−2)            |
| Gespa (0−0)           |
| Terra batuda (0−0)    |

| Resultat  | Núm. | Data                | Torneig             | Superfície | Oponent         | Marcador         |
| --------- | ---- | ------------------- | ------------------- | ---------- | --------------- | ---------------- |
| Finalista | 1.   | 7 de gener de 2007  | Adelaida, Austràlia | Dura       | Novak Đoković   | 3−6, 7−6(6), 4−6 |
| Finalista | 2.   | 12 de gener de 2008 | Sydney, Austràlia   | Dura       | Dmitry Tursunov | 6−7(3), 6−7(4)   |

### Dobles: 11 (5−6)
| Llegenda                          |
| --------------------------------- |
| Grand Slams (0−0)                 |
| ATP Finals (0−0)                  |
| ATP World Tour Masters 1000 (0−0) |
| ATP World Tour 500 (0−1)          |
| ATP World Tour 250 (5−5)          |

| Títols per superfície |
| --------------------- |
| Dura (1−4)            |
| Gespa (4−1)           |
| Terra batuda (0−1)    |

| Resultat  | Núm. | Data                   | Torneig                | Superfície   | Parella         | Oponents                                | Marcador               |
| --------- | ---- | ---------------------- | ---------------------- | ------------ | --------------- | --------------------------------------- | ---------------------- |
| Guanyador | 1.   | 11 de juliol de 2010   | Newport, Estats Units  | Gespa        | Carsten Ball    | Santiago González Travis Rettenmaier    | 6−3, 6−4               |
| Guanyador | 2.   | 13 de juliol de 2014   | Newport (2)            | Gespa        | Lleyton Hewitt  | Jonathan Erlich Rajeev Ram              | 7−5, 6−4               |
| Guanyador | 3.   | 20 de juliol de 2014   | Bogotà, Colòmbia       | Dura         | Sam Groth       | Nicolás Barrientos Juan Sebastián Cabal | 7−6(5), 6−7(3), [11−9] |
| Finalista | 1.   | 28 de setembre de 2014 | Shenzhen, Xina         | Dura         | Sam Groth       | Jean-Julien Rojer Horia Tecău           | 4−6, 6−7(4)            |
| Finalista | 2.   | 19 d'octubre de 2014   | Moscou, Rússia         | Dura (i)     | Sam Groth       | František Čermák Jiří Veselý            | 6−7(2), 5−7            |
| Guanyador | 4.   | 27 de juny de 2015     | Nottingham, Regne Unit | Gespa        | André Sá        | Pablo Cuevas David Marrero              | 6−2, 7−5               |
| Finalista | 3.   | 4 d'octubre de 2015    | Shenzhen (2)           | Dura         | André Sá        | Jonathan Erlich Colin Fleming           | 1−6, 7−6(3), [6−10]    |
| Finalista | 4.   | 10 de gener de 2016    | Brisbane, Austràlia    | Dura         | James Duckworth | Henri Kontinen John Peers               | 7−6(4), 6−1            |
| Finalista | 5.   | 25 d'abril de 2016     | Bucarest, Romania      | Terra batuda | André Sá        | Florin Mergea Horia Tecău               | 5−7, 4−6               |
| Finalista | 6.   | 19 de juny de 2016     | Londres, Regne Unit    | Gespa        | André Sá        | Pierre-Hugues Herbert Nicolas Mahut     | 3−6, 6−7(5)            |
| Guanyador | 5.   | 17 de juliol de 2016   | Newport (3)            | Gespa        | Sam Groth       | Jonathan Marray Adil Shamasdin          | 6−4, 6−3               |

## Trajectòria

### Individual
| Open d'Austràlia | A   | 2R  | 1R          | 1R          | 1R          | 1R    | 2R          | A           | Q1          | Q1  | A   | A   | 0 / 6   | 2 − 6   |
| Roland Garros | A   | A   | 2R          | A           | 1R          | 1R    | Q1          | Q1          | Q1          | A   | A   | A   | 0 / 3   | 1 − 3   |
| Wimbledon | A   | A   | Q2          | Q1          | 2R          | 1R    | Q1          | Q1          | Q3          | A   | A   | A   | 0 / 2   | 1 − 2   |
| US Open | A   | Q3  | Q1          | A           | 1R          | 2R    | 1R          | Q1          | Q1          | A   | A   | A   | 0 / 3   | 1 − 3   |
| Jocs Olímpics | NC  | A   | No celebrat | No celebrat | No celebrat | 1R    | No celebrat | No celebrat | No celebrat | A   | NC  | NC  | 0 / 1   | 0 − 1   |
| Total Victòries–Derrotes | 2−2 | 2−2 | 4−3         | 4−4         | 8−18        | 14−20 | 8−8         | 0−2         | 1−3         | 1−1 | 1−1 | 0−1 | 45 − 65 | 45 − 65 |
| Rànquing a final d'any | 462 | 281 | 155         | 153         | 91          | 96    | 136         | 376         | 256         | 570 | 520 | 980 |         |         |
| Llegenda: G: Guanyador; F: Finalista; SF: Semifinalista; QF: Quarts de final; Q: Qualificació; A: Absent; RR: Round Robin; NC: No celebrat; |     |     |             |             |             |       |             |             |             |     |     |     |         |         |

### Dobles
| Open d'Austràlia | 1R  | 1R          | 1R          | 1R          | 1R  | 3R          | A           | 3R          | 1R  | 1R          | 1R          | 2R          | 1R    | QF          | A           | A           | 2R  | 0 / 14    | 9 − 14    |
| Roland Garros | A   | A           | A           | A           | 1R  | A           | 1R          | 2R          | A   | A           | 1R          | 1R          | 3R    | A           | A           | A           | A   | 0 / 6     | 3 − 6     |
| Wimbledon | A   | A           | A           | A           | A   | 2R          | 3R          | 2R          | 3R  | 2R          | 3R          | 1R          | 1R    | A           | A           | A           | NC  | 0 / 8     | 9 − 8     |
| US Open | A   | A           | A           | A           | A   | QF          | 1R          | A           | A   | 2R          | 2R          | 1R          | QF    | A           | A           | A           | A   | 0 / 6     | 8 − 6     |
| Jocs Olímpics | A   | No celebrat | No celebrat | No celebrat | QF  | No celebrat | No celebrat | No celebrat | A   | No celebrat | No celebrat | No celebrat | 1R    | No celebrat | No celebrat | No celebrat | A   | 0 / 2     | 2 − 2     |
| Total Victòries–Derrotes | 0−2 | 0−2         | 1−3         | 1−3         | 8−9 | 10−6        | 6−4         | 7−4         | 6−5 | 8−19        | 23−15       | 18−23       | 22−20 | 5−1         | 0−0         | 0−0         | 4−3 | 120 − 110 | 120 − 110 |
| Rànquing a final d'any | 531 | 233         | 220         | 471         | 238 | 67          | 129         | 98          | 150 | 82          | 38          | 59          | 42    | 170         | −           | −           | 294 |           |           |
| Llegenda: G: Guanyador; F: Finalista; SF: Semifinalista; QF: Quarts de final; Q: Qualificació; A: Absent; RR: Round Robin; NC: No celebrat; |     |             |             |             |     |             |             |             |     |             |             |             |       |             |             |             |     |           |           |